# Миша Зверев
Михаил (Миша) Александрович Зверев е германски тенисист от руски произход.

## Биография
Миша Зверев е роден на 22 август 1987 г. в Москва, СССР. Израснал е в Хамбург, Германия, където родителите му емигрират през 1990 г. Той е син на бившия руски тенисист Александър Зверев-старши, който е и негов треньор. В международен план той представлява Германия и живее в Монте Карло, Монако. По-малкият му брат е тенисистът Александър Зверев.

## Кариера
През 2004 играе в полуфиналите на Открито първенство на САЩ, на четвъртфиналите на Открито първенство на Франция, на четвъртфиналите на Открито първенство на Австралия. През същата година играе на финал на двойки на Открито първенство на Франция.
На 24 юли 2017 г. Миша Зверев достигна най-високото си класиране на сингъл в света под номер 25.

## Кариерна статистика

### ATP финали (1 титли; 3 финала)
|        | П–З | Година | Турнир               | Клас      | Настилка   | Опонент            | Резултат      |
| ------ | --- | ------ | -------------------- | --------- | ---------- | ------------------ | ------------- |
| Загуба | 0–1 | 2009   | Мозел Оупън          | 250 серии | Твърда (з) | Жил Симон          | 3–6, 2–6      |
| Загуба | 0–2 | 2017   | Женева Оупън         | 250 серии | Клей       | Станислас Вавринка | 6–4, 3–6, 3–6 |
| Победа | 1–2 | 2018   | Истборн Интернешънъл | 250 серии | Трева      | Лукаш Лацко        | 6–4, 6–4      |